# Classes de fonctionnement d'un amplificateur électronique
Vous lisez un « article de qualité » labellisé en 2008.
Les classes de fonctionnement des amplificateurs électroniques sont un système de lettres utilisé pour caractériser les amplificateurs électroniques. Ce classement assigne une lettre pour chaque schéma d’amplificateur électronique.
Ces classes sont définies par la relation entre la forme du signal d’entrée et celle du signal de sortie et par la durée pendant laquelle un composant actif est utilisé lors de l’amplification d’un signal. Cette durée est mesurée en degrés ou en pourcentage d’un signal sinusoïdal test appliqué à l’entrée de l’amplificateur, 100 % ou 360 degrés représentant un cycle complet,.
Il arrive que l'on décrive un amplificateur contenant plusieurs étages amplificateurs de classes différentes par une seule classe. Dans ce cas, cette classe décrit uniquement le fonctionnement de l'étage de sortie de l’amplificateur.

## Introduction
À l'origine, les classes d'amplificateurs permettaient de connaître la façon dont était polarisé le tube électronique servant à amplifier un signal (classe A, B, AB et C). Par la suite, cette façon de distinguer la polarisation a été reprise pour les transistors. Avec l'arrivée des amplificateurs à découpage, d'autres classes ont été ajoutées, qui permettent d'inclure les solutions techniques modernes utilisées pour amplifier un signal (classe D, E, etc.).

Caractéristiques idéalisées d'un transistor bipolaire.

La nécessité de polariser un composant amplificateur (tube ou transistor) vient de leur forte non-linéarité ainsi que de leur unilatéralité en courant. Par exemple, un transistor bipolaire ne commence à conduire qu'au-dessus d'une tension base-émetteur de seuil (voir la caractéristique {\displaystyle I_{b}=f(V_{be})} sur la figure ci-contre). Pour que le transistor amplifie (la courbe {\displaystyle I_{c}=\beta I_{b}}), il faut donc lui imposer une tension supérieure à cette tension de seuil. La tension de sortie est fixée par la droite de charge {\displaystyle I_{c}=f(V_{ce})} qui n'est pas représentée sur le graphique ci-contre car dépendante du montage utilisé.
Afin de pallier ces défauts, on « polarise » le composant amplificateur. La polarisation fixe son état au repos (lorsque l'on ne lui applique aucun signal). Le choix de ce point de repos influence beaucoup le comportement du composant lors de son fonctionnement. Les classes d'amplification permettent de connaître la façon dont il a été polarisé et donc d'avoir des informations sur les caractéristiques de l'amplificateur global.

Vue des zones où le signal est utilisé pour les différentes classes d'amplificateurs.

Pour les amplificateurs linéaires, chaque classe définit la proportion du signal d’entrée qui est utilisée par chaque composant actif pour arriver au signal amplifié (voir figure ci-contre), ce qui est aussi donné par l’angle de conduction a :
Classe ALa totalité du signal d’entrée (100 %), est utilisée (a = 360°).
Classe BLa moitié du signal (50 %), est utilisée (a = 180°).
Classe ABPlus de la moitié mais pas la totalité du signal (50–100 %), est utilisée (180° < a < 360°).
Classe CMoins de la moitié (0–50 %), du signal est utilisée (0 < a < 180°).
Pour les amplificateurs « à découpage », le composant amplificateur est utilisé en commutation, il est soit bloqué (aucun courant ne le traverse), soit saturé (la tension à ses bornes est quasiment nulle). Son angle de conduction est donc nul. Pour les amplificateurs à découpage, les classes servent à distinguer les technologies utilisées et non plus l'angle de conduction.

Schéma d'un montage émetteur commun.

Dans ce qui suit, afin de simplifier les illustrations, un transistor bipolaire est utilisé comme composant amplificateur, mais il peut être remplacé par un transistor à effet de champ ou un tube. Le montage utilisé ici pour illustrer les classes linéaires est un montage dit « émetteur commun » (voir figure ci-contre). Toujours pour des raisons de simplification, il sera représenté sans son circuit de polarisation (les résistances {\displaystyle R_{1}} et {\displaystyle R_{2}}) et ses condensateurs de liaison {\displaystyle C_{1}} et {\displaystyle C_{2}}. Enfin, la fréquence du signal appliquée en entrée sera supposée suffisamment grande pour considérer que le condensateur de découplage {\displaystyle C_{3}} « court-circuite » la résistance {\displaystyle R_{4}} .
Les caractéristiques du transistor bipolaire utilisé pour illustrer l'article sont des caractéristiques idéalisées. Les caractéristiques du transistor sont représentées en bleu, les différents signaux en rouge et la droite de charge du montage en vert. En pratique, les composants actifs ne sont pas aussi linéaires et ces non-linéarités sont à l’origine de distorsions dans le signal de sortie. Afin de réduire ces distorsions, on a généralement recours à différentes formes de contre-réaction.

## Classe A
Dans un amplificateur de classe A, le ou les composants actifs sont toujours en conduction. Ces amplificateurs amplifient tout le signal d’entrée, limitant ainsi les distorsions sur le signal de sortie. Ils n’ont pas un bon rendement : ils dissipent une puissance constante quelle que soit l'amplitude du signal d'entrée. Ainsi, ces amplificateurs atteignent leur rendement maximum lorsque l'amplitude du signal de sortie est aux limites de ce que peut fournir l'amplificateur. Le rendement maximum d'un amplificateur de classe A dépend de la topologie du montage utilisé : le rendement maximum théorique de ces amplificateurs est de 50 %, dans le cas d'une liaison par transformateur, de 25 % dans le cas d'une liaison directe et entre 6 % et 25 % pour une liaison capacitive,,.
| Amplificateur de classe A. | Fonctionnement en classe A pour un transistor bipolaire.                              |
| Amplificateur de classe A. | Fonctionnement en classe A pour un transistor bipolaire. En vert la droite de charge. |

Pour un montage à émetteur commun, une polarisation en classe A signifie que les tensions de repos {\displaystyle V_{be_{0}}} et {\displaystyle V_{ce_{0}}} ont été choisies de façon que l'amplificateur ne sature pas (n'écrête pas le signal) lorsqu'on lui applique un signal d'entrée d'amplitude maximale. Le point de polarisation est généralement choisi plus important que le strict minimum afin de travailler dans la partie la plus linéaire possible des caractéristiques du composant amplificateur.
Un montage à émetteur commun est un montage à liaison capacitive. En classe A, la puissance qu'il absorbe est constante et vaut :
{\displaystyle P_{abs}=V_{cc}*I_{C0}}
Avec {\displaystyle V_{cc}} la tension d'alimentation et {\displaystyle I_{C0}} le courant de polarisation. La puissance fournie à la charge dépend de l'amplitude du signal de sortie :
{\displaystyle P_{s}=V_{S_{eff}}*I_{S_{eff}}}
Avec {\displaystyle V_{S_{eff}}} la valeur efficace de la tension de sortie et {\displaystyle I_{S_{eff}}} la valeur efficace du courant de sortie. La puissance maximale dont on peut disposer en sortie est obtenue lorsque le courant et la tension de sortie sont aux limites de ce que l'amplificateur peut fournir. L'amplitude crête-crête de la tension de sortie ne peut dépasser {\displaystyle V_{cc}} tandis que celle du courant est limitée par {\displaystyle I_{C0}}.
{\displaystyle P_{s_{max}}={\frac {V_{cc}}{2*{\sqrt {2}}}}*{\frac {I_{C0}}{\sqrt {2}}}={\frac {V_{cc}*I_{C0}}{4}}}
Le calcul du rendement maximum nous donne :
{\displaystyle \eta _{max}={\frac {P_{s_{max}}}{P_{abs}}}={\frac {\frac {V_{cc}*I_{C0}}{4}}{V_{cc}*I_{C0}}}={\frac {1}{4}}=25\%}
Ce calcul n'est valable que si la droite de charge statique et la droite de charge dynamique sont confondues. En réalité, lors du régime dynamique, la charge se trouve reliée en parallèle avec la résistance du collecteur ({\displaystyle R_{3}} sur la figure ci-contre) augmentant ainsi (en valeur absolue) la pente de la droite de charge dynamique ({\displaystyle {\frac {-1}{R_{3}}}}) par rapport à celle de la droite de charge statique ({\displaystyle {\frac {-1}{R_{3}+R_{4}}}}) si la valeur de {\displaystyle C_{3}} est suffisante pour shunter {\displaystyle R_{4}} en régime dynamique. Avec un tel montage, l'amplitude crête-crête est forcément inférieure à {\displaystyle V_{cc}} diminuant ainsi le rendement maximum du montage.
En raison de leur faible rendement, les amplificateurs de classe A sont généralement utilisés pour faire des amplificateurs de petite puissance. Pour un amplificateur classe A de forte puissance, les pertes énergétiques deviennent très importantes. Pour chaque watt délivré à la charge, l’amplificateur dissipera, au mieux, un autre watt,. Les classe A de puissance importante ont besoin d’alimentations de très forte puissance mais aussi de larges dissipateurs thermiques afin d'évacuer l’énergie perdue.
Les amplificateurs de classe A sont généralement utilisés pour réaliser des étages préamplificateurs, des amplificateurs audio, des amplificateurs hautes fréquences à large bande ainsi que des oscillateurs hautes fréquences. Bien que la majorité des amplificateurs audio utilisent un étage de sortie de structure classe B, certains audiophiles considèrent que ce sont les amplificateurs de classe A qui donnent la meilleure qualité sonore, de par leur linéarité.

## Classe B
Les amplificateurs de classe B n’amplifient que la moitié du signal d’entrée,. Dans les applications basse fréquence, travaillant en bande de base, ils créent beaucoup de distorsion, mais leur rendement est élevé. Dans les applications haute fréquence, dans lesquelles une fréquence porteuse est modulée dans une relativement faible proportion, la distorsion harmonique est facilement filtrée, le premier harmonique d'amplitude importante étant le 3. Le rendement maximum théorique d'un amplificateur de classe B est de 78,5 %, mais le rendement des amplificateurs réels ne dépasse pas les 70 %.
| Amplificateur de classe B. | Fonctionnement en classe B pour un transistor bipolaire. |
| Amplificateur de classe B. | Fonctionnement en classe B pour un transistor bipolaire. |

Pour un montage à émetteur commun, une polarisation en classe B signifie que la tension de repos {\displaystyle V_{be_{0}}} a été choisie égale à la tension de seuil de conduction du transistor (voir figure ci-contre). Ainsi, tout signal négatif apposé à la base du transistor l'amènera en dessous de son seuil de conduction et ne sera pas amplifié. A contrario, tout signal positif amènera le transistor dans la zone linéaire de sa caractéristique {\displaystyle I_{b}=f(V_{be})} et sera donc amplifié.
Pour un montage à émetteur commun polarisé en classe B et dont tous les composants sont considérés comme parfaits, la puissance fournie à la charge est :
{\displaystyle P_{s}={\frac {1}{2\pi }}\int _{0}^{\pi }{\frac {V_{s}(\theta )^{2}}{R_{l}}}\mathrm {d} \theta ={\frac {1}{2\pi }}{\frac {V_{s}^{2}}{R_{l}}}\int _{0}^{\pi }\sin(\theta )^{2}\mathrm {d} \theta }
{\displaystyle P_{s}={\frac {V_{s}^{2}}{4R_{l}}}}
La puissance absorbée se calcule de la façon suivante :
{\displaystyle P_{\text{abs}}={\frac {1}{2\pi }}\int _{0}^{\pi }V_{cc}i(\theta )\mathrm {d} \theta ={\frac {1}{2\pi }}V_{cc}\int _{0}^{\pi }{\frac {V_{s}}{R}}\sin(\theta )\mathrm {d} \theta }
{\displaystyle P_{\text{abs}}={\frac {V_{cc}V_{s}}{\pi R_{l}}}}
Le rendement s'exprime de la façon suivante :
{\displaystyle \eta ={\frac {P_{s}}{P_{\text{abs}}}}={\frac {\pi V_{s}}{4V_{cc}}}}
Le rendement est maximum quand {\displaystyle V_{s}} vaut {\displaystyle V_{cc}} :
{\displaystyle \eta _{\text{max}}={\frac {\pi }{4}}=78,5\%}

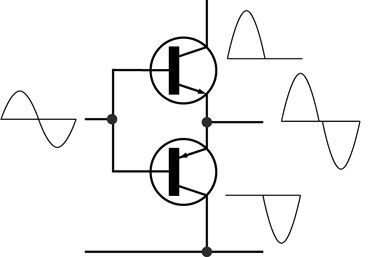
Amplificateur de classe B push-pull.

Les amplificateurs de basse et moyenne fréquence sont souvent réalisé avec des configurations dites « push-pull ». Ce montage associe deux éléments amplificateurs fonctionnant en classe B en parallèle sur la sortie : un pour amplifier la partie négative du signal et un second pour sa partie positive. La totalité du signal étant amplifiée, les montages push-pull possèdent un taux de distorsion plus faible que les amplificateurs classe B « de base » tout en gardant un bon rendement.
Les montages push-pull souffrent, sans contre-réaction, d’une discontinuité de signal aux alentours de la tension nulle. Ce phénomène s’appelle la distorsion de croisement. Pour cette raison, la plupart des amplificateurs audio utilisent plutôt des montages push-pull en classe AB, bien qu'ils puissent être rangés en classe B par certains auteurs.
On retrouve des amplificateurs de classe B de type push-pull dans l'étage de sortie des amplificateurs continu utilisés dans : les boucles d'asservissement linéaire, les générateurs de fonction, les amplificateurs en circuits intégrés, ainsi que dans l'étage de sortie de la majorité des amplificateurs audio.

## Classe AB
La classe AB est un compromis entre la classe A et la classe B : le point de repos de l'amplificateur se situe entre celui d'un amplificateur de classe A et celui d'un amplificateur de classe B. Une telle méthode de polarisation permet à la classe AB de fonctionner en classe A pour les signaux de faible amplitude puis de se comporter comme un amplificateur de classe B pour les signaux de forte amplitude. Tout comme pour les amplificateurs de classe B, les amplificateurs de classe AB sont souvent utilisés en configuration push-pull afin de diminuer le taux de distorsion lors de l'amplification de signaux de forte amplitude.
| Amplificateur de classe AB. | Fonctionnement en classe AB pour un transistor bipolaire. | Influence de l'amplitude sur la sortie pour un émetteur commun de classe AB.                                |
| Amplificateur de classe AB. | Fonctionnement en classe AB pour un transistor bipolaire. | Influence de l'amplitude sur la sortie pour un émetteur commun de classe AB. Cliquer pour voir l'animation. |

Le principal inconvénient des push-pull de classe AB survient lorsque l'on amplifie des signaux de forte amplitude : une partie du signal est amplifiée par deux transistors (zone de fonctionnement en classe A) tandis que le reste du signal est amplifié par un seul transistor (zone de fonctionnement en classe B). Ainsi, le gain en courant du montage n'est pas constant au cours d'un « cycle » d'amplification. Cette variation du gain en courant engendre des distorsions hautes fréquences lors du passage entre la zone où deux composants amplifient le signal et celle où un seul composant l'amplifie.
Pour les amplificateurs à tubes, on rajoute parfois deux sous-classes à la classe AB : la classe AB1, sans apparition de courant grille et la classe AB2 avec courant grille. Ces deux sous-classes n’ont de sens que pour les amplificateurs à tubes. En effet, il existe toujours un courant de base dans un transistor bipolaire, et toute variation de tension sur la grille d’un transistor à effet de champ nécessitera un courant afin de charger ou décharger la capacité grille-source inhérente à cette technologie de transistor.
Il peut exister un phénomène d'emballement thermique lors de l'utilisation d'un montage push-pull classe AB à base de transistors bipolaires. L'ajout d'une résistance Re en série dans l'émetteur de chaque transistor de l'étage final et la stabilisation du courant de repos en fonction de la température sont des solutions à ce problème.

## Classe C
Les amplificateurs de classe C amplifient moins de 50 %, du signal d’entrée. Le taux de distorsion est important, mais leur rendement maximum théorique est compris entre 78,5 % et 100 % suivant l'angle de conduction de l'amplificateur.
| Amplificateur de classe C. | Fonctionnement en classe C pour un transistor bipolaire. | Influence de l'amplitude sur la sortie pour un émetteur commun de classe C.                                |
| Amplificateur de classe C. | Fonctionnement en classe C pour un transistor bipolaire. | Influence de l'amplitude sur la sortie pour un émetteur commun de classe C. Cliquer pour voir l'animation. |

Pour un montage à émetteur commun, une polarisation en classe C signifie que la tension de repos {\displaystyle V_{be_{0}}} a été choisie inférieure à la tension seuil de conduction du transistor. Ainsi, le signal ne sera pas amplifié tant qu'il ne porte pas la tension base-émetteur du transistor au-dessus de sa tension limite de conduction (voir figure ci-dessus).
Les amplificateurs de classe C sont plus couramment utilisés dans les émetteurs radio, où le taux de distorsion peut être réduit grâce à l’utilisation d’une charge accordée dans l’amplificateur. Le signal d’entrée est utilisé pour faire commuter le composant actif de passant à bloqué. Cette tension pulsée crée un courant à travers un circuit accordé. Le circuit accordé ne résonne que pour une gamme de fréquences, éliminant ainsi les fréquences non désirées. Le signal désiré (une sinusoïde) est alors transmis à la charge accordée. Si la gamme de fréquences à amplifier n’est pas très importante, ce genre de système fonctionne correctement. Les derniers harmoniques résiduels peuvent être éliminés à l’aide d’un filtre.
Les amplificateurs de classe C sont utilisés pour réaliser des amplificateurs ultrasoniques, hautes fréquences sélectifs et micro-ondes ainsi que des oscillateurs hautes fréquences. Les amplificateurs de classe C sont aussi utilisés pour réaliser des multiplicateurs de fréquence,.

## Classe D
Les amplificateurs de classe D sont couramment utilisés pour le contrôle des moteurs électriques (on parle alors de hacheur ou d'onduleur). Ils sont aussi utilisés comme amplificateurs audio.
Un amplificateur de classe D est un amplificateur dont tous les composants de puissance sont utilisés comme des interrupteurs : les composants amplificateurs sont soit bloqués (aucun courant ne les traverse) soit saturés (la tension à leurs bornes est quasi nulle). Les premiers amplificateurs de classe D datent du début des années 1950.
De tels étages de sortie sont utilisés, par exemple, dans les générateurs d’impulsions. Cependant, la plupart du temps, ce terme s’applique à des amplificateurs qui doivent reproduire des signaux dont la bande passante est plus faible que la fréquence de commutation. C'est cette obligation d'utiliser une fréquence de commutation élevée afin d'obtenir un taux de distorsion acceptable qui a bloqué le développement des amplificateurs de classe D pendant plus de vingt ans. Leur développement s'est fait en deux étapes : une première à la fin des années 1960 avec l'apparition des transistors de puissance à effet de champ puis une seconde dans les années 1980 avec l'introduction sur le marché de circuits intégrés dédiés à la réalisation d'amplificateurs de classe D.
Les amplificateurs de classe D utilisent la modulation de largeur d'impulsion, la modulation de densité d'impulsions ou des formes plus avancées de modulation comme la modulation Sigma delta. Le signal d’entrée est converti en une série d’impulsions dont la valeur moyenne est directement proportionnelle à l’amplitude du signal à l’instant considéré.
Afin de respecter le théorème de Shannon, la fréquence théorique minimum des impulsions est de deux fois la plus haute fréquence que l’on veut reproduire. En pratique, afin de diminuer le taux de distorsion ou les harmoniques de courants, la fréquence de découpage fait plus du double de la plus haute fréquence que l’on veut reproduire. Par exemple, dans les amplificateurs audio, la fréquence utilisée se situe entre 50 kHz et 1 MHz suivant les amplificateurs. Le spectre de la sortie d’un amplificateur de classe D contient des fréquences non désirées (par exemple, la fréquence de découpage et ses harmoniques) qui doivent être éliminées par filtrage. Ce filtrage peut être réalisé soit par la charge elle-même, soit par un filtre passe-bas passif. Le choix de la fréquence de découpage est un compromis : son augmentation permet de simplifier le filtrage des harmoniques dus au découpage en les éloignant de la fréquence maximum que l'on veut restituer. Par contre, l'augmentation de la fréquence de découpage augmente aussi les pertes par commutations qui ont lieu à chaque changement d'état des composants utilisés comme interrupteurs diminuant ainsi le rendement de l'amplificateur.
| Schéma de principe d'un amplificateur audio de classe D. | Tension de sortie « sinusoïdale » non filtrée d'un onduleur à trois niveaux. | Influence de l'amplitude sur la sortie pour un amplificateur de classe D à trois niveaux.                                |
| Schéma de principe d'un amplificateur audio de classe D. | Tension de sortie « sinusoïdale » non filtrée d'un onduleur à trois niveaux. | Influence de l'amplitude sur la sortie pour un amplificateur de classe D à trois niveaux. Cliquer pour voir l'animation. |

Le principal avantage des amplificateurs de classe D est leur efficience et leur rendement pouvant parfois dépasser les 90%. Les impulsions de sortie étant d’amplitude constante, les composants amplificateurs sont utilisés comme des interrupteurs : ils travaillent en mode bloqué (aucun courant ne les traverse) ou saturé (la tension à leurs bornes est quasi nulle) plutôt qu’en mode linéaire. La puissance instantanée dissipée dans un transistor étant le produit du courant par la tension, elle est quasiment nulle lors de ces états. Le peu de pertes engendrées par ce type d’amplificateur permet d’utiliser des dissipateurs et des alimentations plus petits ou d'augmenter la puissance de sortie à dissipateurs et alimentations constants. Comme dans le cas des autres classes de fonctionnement, le rendement d'un amplificateur de classe D augmente avec la puissance demandée en sortie avec cependant la particularité d'augmenter rapidement pour atteindre 80-90 % sur une large plage de puissance.
Note : La lettre D est utilisée pour désigner ce type d’amplificateur car c’est la lettre qui vient après C, cela n’est pas une abréviation de « digital ». Les amplificateurs de classe D et E sont parfois qualifiés, à tort, de numériques. Cette confusion vient de la forme d’onde de la sortie qui ressemble à un train d’impulsions numériques. En fait, ces amplificateurs fonctionnent sur le principe de la modulation de largeur d'impulsion. Un signal de sortie numérique serait en modulation d’impulsion codée.

## Classe E
Les amplificateurs de classe E sont des amplificateurs à haut rendement. Ils sont généralement utilisés pour amplifier les fréquences radio. Le principe des amplificateurs de classe E a été publié pour la première fois en 1975 par Nathan O. Sokal et Alan D. Sokal,.

Formes d'ondes recherchées dans l'interrupteur d'un amplificateur de classe E.

Schéma de principe d'un amplificateur de classe E.

Afin de limiter les pertes par commutations, les amplificateurs de classe E sont conçus pour que le changement d'état du transistor se fasse en l'absence de courant. Entre deux commutations, le transistor est soit bloqué (le courant qui le traverse est nul), soit saturé (la tension à ses bornes est quasi nulle). Les pertes dans un transistor étant dues au produit de la tension à ses bornes par le courant le traversant, l'absence de courant lorsque la tension est non nulle, et vice versa permet de minimiser les pertes. Le rendement théorique d’un amplificateur de classe E utilisant des composants parfaits est de 100 %. Cependant, les circuits réels souffrent de nombreuses imperfections les empêchant d’atteindre un tel rendement. Ces imperfections incluent les temps de commutation finis, la résistance interne et la tension de saturation non nulle du transistor, ainsi que les pertes dans les composants passifs utilisés à haute fréquence. En pratique, les amplificateurs de classe E sont utilisés pour des fréquences allant de 3 MHz à 10 GHz et permettent d'obtenir des rendements de l'ordre de 74 % à 10 GHz. En général, le rapport cyclique est de 50 %.
Cette classe d’amplificateurs est uniquement utilisée pour la gamme de fréquences radioélectriques, où l’analyse de l’amplificateur se fait dans le domaine fréquentiel et non dans le domaine tension/courant.
Le schéma de base d'un amplificateur de classe E est donné sur la figure ci-contre. La capacité C modélise la capacité parasite aux bornes du transistor ainsi que toutes celles qui sont en parallèle avec elle. La bobine repérée L1 est une bobine d’arrêt. Elle possède une forte impédance afin d’assurer une fonction de source de courant. La bobine L0 et la capacité C0 forment un circuit résonnant dont la fréquence de résonance correspond à la fréquence de travail de l'amplificateur.

## Classe F
Comme les amplificateurs de classe E, les amplificateurs de classe F sont également à haut rendement.
Ils sont aussi généralement utilisés pour amplifier les fréquences radio. Cette classe d’amplificateurs est uniquement utilisée pour la gamme de fréquences radioélectriques, où l’analyse de l’amplificateur se fait dans le domaine fréquentiel et non dans le domaine tension/courant.

### Amplificateurs poly-harmoniques

Effet sur la tension de l'ajout de l'harmonique de rang 3.

Effet sur le courant de l'ajout de l'harmonique de rang 2.

Si l'on ne doit amplifier qu'un signal purement sinusoïdal, il est possible d'augmenter le rendement d'un amplificateur classique en ajoutant des harmoniques au signal à amplifier. Ce signal est ensuite filtré de façon que la charge ne « voit » que le fondamental.
Par exemple, si l'on rajoute des harmoniques de rang impair à la tension amplifiée, il est possible d'en « aplatir » le haut et de disposer d'un fondamental d'amplitude plus grande que la limite classique due à l'écrêtage de l'amplificateur (voir figure ci-contre). C'est cette augmentation de l'amplitude maximale à même tension d'alimentation qui permet d'augmenter le rendement. Si on considère les composants parfaits, le rendement d'un amplificateur linéaire classique rajoutant uniquement un harmonique de rang trois est de 85-86 % avec un angle de conduction de 180° et de 95-96 % avec un angle de conduction de 126°,. Il est possible de tenir le même raisonnement en modifiant la forme du courant absorbé par ajout d'harmoniques de rang pair et en baissant le courant de polarisation à même charge en sortie (voir figure ci-contre).

### Amplificateurs de classe F

Schéma de principe d'un amplificateur de classe F.

Un amplificateur de classe F idéal est un amplificateur à découpage générant une tension en créneaux aux bornes du composant amplificateur, absorbant un courant en arche de sinusoïde déphasé de 180° par rapport à la tension aux bornes du composant actif et délivrant un courant sinusoïdal à la charge. Un tel amplificateur dispose d'un rendement unitaire. Un amplificateur de classe F idéal est l'équivalent d'un amplificateur poly-harmoniques disposant d'une infinité de filtres sélectifs de rang impair.
Malheureusement, il est impossible d'inclure une infinité de filtres sélectifs dans un amplificateur. Dans la pratique, le nombre de filtres est limité et plus l'on ajoute de filtres, plus le rendement de l'amplificateur augmente. Le rendement d'un amplificateur de classe F devient supérieur à celui d'un classe B lorsque l'amplificateur de classe F utilise un filtre de rang trois pour augmenter le fondamental de tension et des filtres de rang deux et quatre pour aplatir le courant.

### Amplificateurs de classe F inverse
Un amplificateur de classe F inverse idéal est un amplificateur à découpage générant une tension sinusoïdale aux bornes du composant amplificateur, absorbant un courant en créneaux déphasé de 180° par rapport à la tension aux bornes du composant actif et délivrant un courant sinusoïdal à la charge. Un tel amplificateur dispose d'un rendement unitaire. Un amplificateur de classe F inverse idéal est l'équivalent d'un amplificateur poly-harmoniques disposant d'une infinité de filtres sélectifs de rang pair.

## Classe G

Schéma de principe d'un amplificateur de classe G.

Principe de fonctionnement de la classe G.

Le classe G a été inventé en 1976 par Hitachi afin d'augmenter le rendement des amplificateurs. Ces amplificateurs possèdent plusieurs bus de tensions différents et ils n'utilisent que le bus de tension ayant la tension la plus faible permettant de fournir la tension désirée en sortie. En agissant ainsi, ces amplificateurs limitent la puissance « perdue » dans les transistors de sortie augmentant de par là même le rendement.
Les amplificateurs de classe G sont composés d'un amplificateur de classe B ainsi que d'un ou plusieurs amplificateurs de classe C. L'amplificateur de classe B fonctionne tout le temps et utilise, lorsqu'il est le seul à fonctionner, le bus de tension ayant la plus faible valeur. Les amplificateurs de classe C utilisent l'un des bus de tension plus élevée et ne sont activés que suivant les besoins en tension de la charge.
Le principal inconvénient des amplificateurs de classe G est la complexité apportée par la présence de plusieurs bus de tension. Ainsi, le nombre de bus de tension utilisé est généralement de deux et dépasse rarement trois.

## Classe H

Schéma de principe d'un amplificateur de classe H.

Principe de fonctionnement de la classe H.

Les amplificateurs de classe H sont similaires à ceux de classe G, à la différence qu'ils n'utilisent qu'un seul amplificateur dont la tension d’alimentation « suit », ou est modulée par le signal d’entrée. L’alimentation maintient en permanence sa tension de sortie à un niveau légèrement plus élevé que ce qui est nécessaire. En général, ils possèdent deux tensions d’alimentation, comme ceux de la classe G, mais seule la tension d'alimentation la plus élevée est modulée (V'cc sur la figure ci-contre). L’alimentation modulée est généralement réalisée grâce à un amplificateur de classe D.

## Classe S
Les amplificateurs de classe S doivent leur nom à leur concepteur le docteur Sandman. Ils sont constitués d'un amplificateur de classe A possédant un faible courant de sortie maximum et d'un amplificateur de classe B. L'amplificateur de classe A fournit le courant pour les signaux de faible puissance puis laisse le pas à l'amplificateur de classe B lorsque le courant demandé par la charge devient trop important.

## Les autres classes

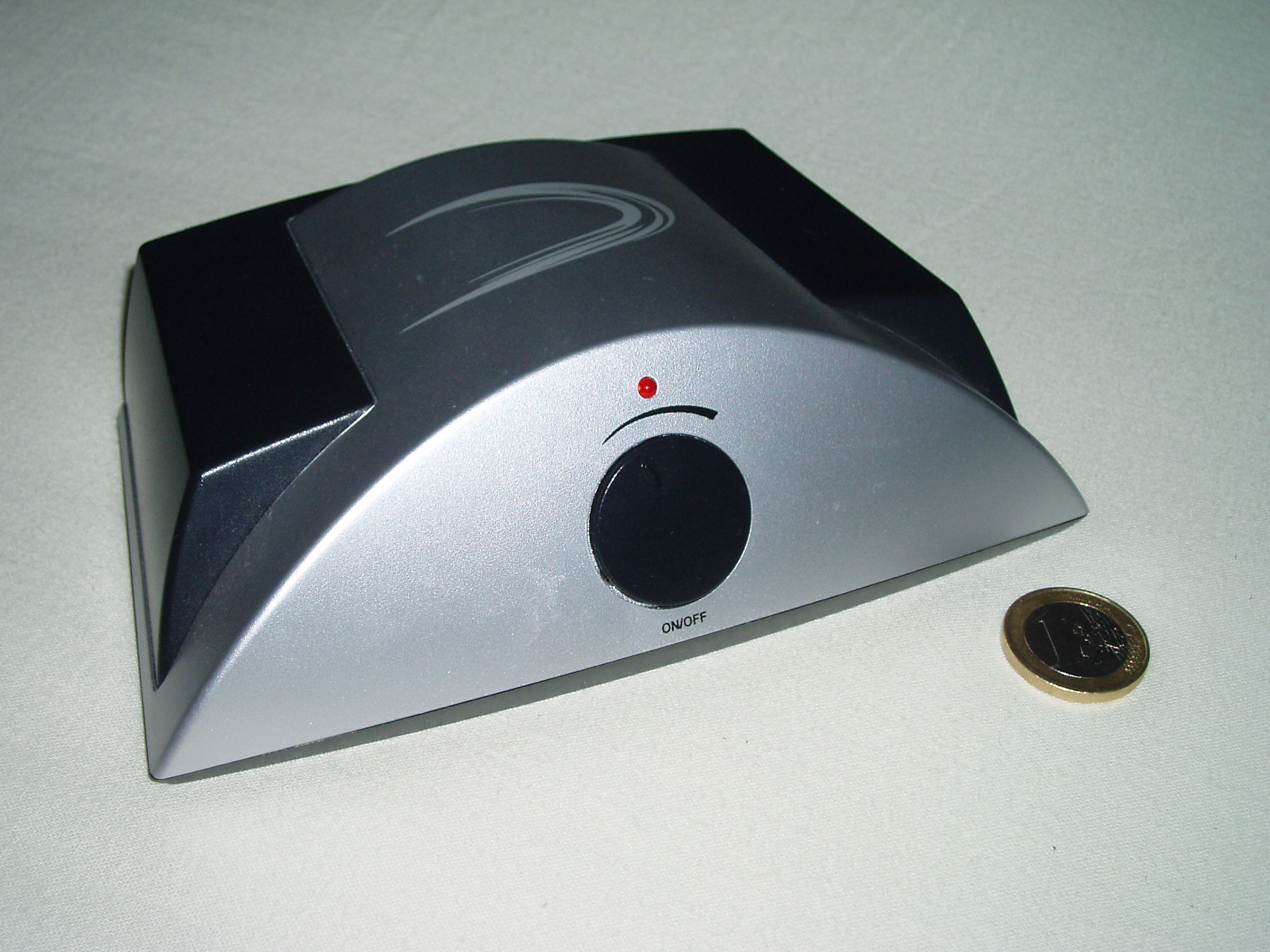
Le T-Amp de Sonic Impact.

Il existe une multitude d'autres classes que celles décrites dans les paragraphes précédents. Ces autres classes se basent généralement sur les classes A, B, C ou D dont elles modifient légèrement le principe de base ou les cascadent entre elles afin d'en améliorer les caractéristiques ou de disposer des avantages de deux classes différentes. Par exemple, l'amplificateur de classe T, qui est une marque déposée de TriPath, est constituée d'un amplificateur de classe D fonctionnant à une fréquence de 650 kHz, et d'un système de modulation propriétaire,,.

### En français
- Michel Girard, Amplificateurs de puissance, Ediscience International, 1993, 435 p. (ISBN 978-2-84074-041-4) — précédemment (1988) chez McGraw-Hill  (ISBN 2-7042-1180-9).
- Paul Horowitz et Winfield Hill (trad. de l'anglais), Traité de l’électronique analogique et numérique [« The Art of Electronics »], vol. 1 : Techniques analogiques, Nieppe, Publitronic, 1996, 538 p. (ISBN 2-86661-070-9).

### En anglais
- (en) G. Randy Slone, High-Power Audio Amplifier Construction Manual, Mcgraw-Hill, 1999, 476 p. (ISBN 978-0-07-134119-6).
- (en) Douglas Self, Audio Power Amplifier Design Handbook, Newnes, 2006, 468 p. (ISBN 0-7506-8072-5).
- (en) Andrei Grebennikov et Nathan O. Sokal, Switchmode RF power amplifiers, Amsterdam/Boston, Newnes, 2007, 424 p. (ISBN 978-0-7506-7962-6).